# Hoffmannia viridis
Hoffmannia viridis là một loài thực vật có hoa trong họ Thiến thảo. Loài này được Rusby mô tả khoa học đầu tiên năm 1920.